# Epirrhoe defasciata
Epirrhoe defasciata là một loài bướm đêm trong họ Geometridae.